# 내 짝꿍은 원숭이
내 짝꿍은 원숭이(My Gym Partner's a Monkey)는 팀 케이힐(Tim Cahill)과 줄리 맥낼리 케이힐(Julie McNally Cahill)이 카툰 네트워크를 위해 제작한 미국 애니메이션 TV 시리즈이다. 2005년 12월 26일부터 2008년 11월 27일까지 방영되었으며 총 4시즌, 56화로 종영되었다. 이 시리즈는 사무상의 실수로 자신의 성을 "사자"로 기재한 후 강제로 지역 의인화 동물원 동물 학교인 찰스 다윈 중학교로 전학하도록 강요받은 인간 아담 라이언(Adam Lyon)을 따른다. 그곳에서 그는 체육관에서 제이크 스파이더몽키(Jake Spidermonkey)와 파트너가 된다. 그리고 금세 그와 가장 친한 친구가 된다. 호주에서는 2007년과 2008년에 두 장의 DVD가 출시되었다.
핀과 제이크의 어드벤처 타임, 레귤러 쇼, 이상한 바다의 플랩잭의 애니메이션 작업도 수행한 새롬 애니메이션이 애니메이션을 제공했다. 이 시리즈는 2007년 에미상을 수상했으며 4개의 애니상 후보에 올랐다.